# Le cri du coeur (film 1994)
Le cri du coeur è un film del 1994 diretto da Idrissa Ouédraogo.

## Trama
Moctar è un bambino cresciuto in Mali con la madre e il nonno. Quando Moctar compie 11 anni il padre riunisce la famiglia a Lione. Il bambino però fatica ad adattarsi alla sua nuova vita in Europa, fino ad immaginarsi di incontrare per strada una iena. Nessuno crede al suo racconto: irriso dai compagni di classe, Moctar si sente molto infelice, fino a che non incontra Paulo, un uomo che lo ascolta e lo aiuta a capire le sue visioni.